# 1337
Portal Geschichte | Portal Biografien | Aktuelle Ereignisse | Jahreskalender | Tagesartikel

◄ |
13. Jahrhundert |
14. Jahrhundert
| 15. Jahrhundert | ►

◄ |
1300er |
1310er |
1320er |
1330er
| 1340er | 1350er | 1360er | ►

◄◄ |
◄ |
1333 |
1334 |
1335 |
1336 |
1337
| 1338 | 1339 | 1340 | 1341 | ► | ►►
Staatsoberhäupter  · Nekrolog
| Januar | Januar | Januar | Januar | Januar | Januar | Januar | Januar |
| Kw     | Mo     | Di     | Mi     | Do     | Fr     | Sa     | So     |
| 1      |        |        | 1      | 2      | 3      | 4      | 5      |
| 2      | 6      | 7      | 8      | 9      | 10     | 11     | 12     |
| 3      | 13     | 14     | 15     | 16     | 17     | 18     | 19     |
| 4      | 20     | 21     | 22     | 23     | 24     | 25     | 26     |
| 5      | 27     | 28     | 29     | 30     | 31     |        |        |
| ------ | ------ | ------ | ------ | ------ | ------ | ------ | ------ |

| Februar | Februar | Februar | Februar | Februar | Februar | Februar | Februar |
| Kw      | Mo      | Di      | Mi      | Do      | Fr      | Sa      | So      |
| 5       |         |         |         |         |         | 1       | 2       |
| 6       | 3       | 4       | 5       | 6       | 7       | 8       | 9       |
| 7       | 10      | 11      | 12      | 13      | 14      | 15      | 16      |
| 8       | 17      | 18      | 19      | 20      | 21      | 22      | 23      |
| 9       | 24      | 25      | 26      | 27      | 28      |         |         |
| ------- | ------- | ------- | ------- | ------- | ------- | ------- | ------- |

| März | März | März | März | März | März | März | März |
| Kw   | Mo   | Di   | Mi   | Do   | Fr   | Sa   | So   |
| 9    |      |      |      |      |      | 1    | 2    |
| 10   | 3    | 4    | 5    | 6    | 7    | 8    | 9    |
| 11   | 10   | 11   | 12   | 13   | 14   | 15   | 16   |
| 12   | 17   | 18   | 19   | 20   | 21   | 22   | 23   |
| 13   | 24   | 25   | 26   | 27   | 28   | 29   | 30   |
| 14   | 31   |      |      |      |      |      |      |
| ---- | ---- | ---- | ---- | ---- | ---- | ---- | ---- |

| April | April | April | April | April | April | April | April |
| Kw    | Mo    | Di    | Mi    | Do    | Fr    | Sa    | So    |
| 14    |       | 1     | 2     | 3     | 4     | 5     | 6     |
| 15    | 7     | 8     | 9     | 10    | 11    | 12    | 13    |
| 16    | 14    | 15    | 16    | 17    | 18    | 19    | 20    |
| 17    | 21    | 22    | 23    | 24    | 25    | 26    | 27    |
| 18    | 28    | 29    | 30    |       |       |       |       |
| ----- | ----- | ----- | ----- | ----- | ----- | ----- | ----- |

| Mai | Mai | Mai | Mai | Mai | Mai | Mai | Mai |
| Kw  | Mo  | Di  | Mi  | Do  | Fr  | Sa  | So  |
| 18  |     |     |     | 1   | 2   | 3   | 4   |
| 19  | 5   | 6   | 7   | 8   | 9   | 10  | 11  |
| 20  | 12  | 13  | 14  | 15  | 16  | 17  | 18  |
| 21  | 19  | 20  | 21  | 22  | 23  | 24  | 25  |
| 22  | 26  | 27  | 28  | 29  | 30  | 31  |     |
| --- | --- | --- | --- | --- | --- | --- | --- |

| Juni | Juni | Juni | Juni | Juni | Juni | Juni | Juni |
| Kw   | Mo   | Di   | Mi   | Do   | Fr   | Sa   | So   |
| 22   |      |      |      |      |      |      | 1    |
| 23   | 2    | 3    | 4    | 5    | 6    | 7    | 8    |
| 24   | 9    | 10   | 11   | 12   | 13   | 14   | 15   |
| 25   | 16   | 17   | 18   | 19   | 20   | 21   | 22   |
| 26   | 23   | 24   | 25   | 26   | 27   | 28   | 29   |
| 27   | 30   |      |      |      |      |      |      |
| ---- | ---- | ---- | ---- | ---- | ---- | ---- | ---- |

| Juli | Juli | Juli | Juli | Juli | Juli | Juli | Juli |
| Kw   | Mo   | Di   | Mi   | Do   | Fr   | Sa   | So   |
| 27   |      | 1    | 2    | 3    | 4    | 5    | 6    |
| 28   | 7    | 8    | 9    | 10   | 11   | 12   | 13   |
| 29   | 14   | 15   | 16   | 17   | 18   | 19   | 20   |
| 30   | 21   | 22   | 23   | 24   | 25   | 26   | 27   |
| 31   | 28   | 29   | 30   | 31   |      |      |      |
| ---- | ---- | ---- | ---- | ---- | ---- | ---- | ---- |

| August | August | August | August | August | August | August | August |
| Kw     | Mo     | Di     | Mi     | Do     | Fr     | Sa     | So     |
| 31     |        |        |        |        | 1      | 2      | 3      |
| 32     | 4      | 5      | 6      | 7      | 8      | 9      | 10     |
| 33     | 11     | 12     | 13     | 14     | 15     | 16     | 17     |
| 34     | 18     | 19     | 20     | 21     | 22     | 23     | 24     |
| 35     | 25     | 26     | 27     | 28     | 29     | 30     | 31     |
| ------ | ------ | ------ | ------ | ------ | ------ | ------ | ------ |

| September | September | September | September | September | September | September | September |
| Kw        | Mo        | Di        | Mi        | Do        | Fr        | Sa        | So        |
| 36        | 1         | 2         | 3         | 4         | 5         | 6         | 7         |
| 37        | 8         | 9         | 10        | 11        | 12        | 13        | 14        |
| 38        | 15        | 16        | 17        | 18        | 19        | 20        | 21        |
| 39        | 22        | 23        | 24        | 25        | 26        | 27        | 28        |
| 40        | 29        | 30        |           |           |           |           |           |
| --------- | --------- | --------- | --------- | --------- | --------- | --------- | --------- |

| Oktober | Oktober | Oktober | Oktober | Oktober | Oktober | Oktober | Oktober |
| Kw      | Mo      | Di      | Mi      | Do      | Fr      | Sa      | So      |
| 40      |         |         | 1       | 2       | 3       | 4       | 5       |
| 41      | 6       | 7       | 8       | 9       | 10      | 11      | 12      |
| 42      | 13      | 14      | 15      | 16      | 17      | 18      | 19      |
| 43      | 20      | 21      | 22      | 23      | 24      | 25      | 26      |
| 44      | 27      | 28      | 29      | 30      | 31      |         |         |
| ------- | ------- | ------- | ------- | ------- | ------- | ------- | ------- |

| November | November | November | November | November | November | November | November |
| Kw       | Mo       | Di       | Mi       | Do       | Fr       | Sa       | So       |
| 44       |          |          |          |          |          | 1        | 2        |
| 45       | 3        | 4        | 5        | 6        | 7        | 8        | 9        |
| 46       | 10       | 11       | 12       | 13       | 14       | 15       | 16       |
| 47       | 17       | 18       | 19       | 20       | 21       | 22       | 23       |
| 48       | 24       | 25       | 26       | 27       | 28       | 29       | 30       |
| -------- | -------- | -------- | -------- | -------- | -------- | -------- | -------- |

| Dezember | Dezember | Dezember | Dezember | Dezember | Dezember | Dezember | Dezember |
| Kw       | Mo       | Di       | Mi       | Do       | Fr       | Sa       | So       |
| 49       | 1        | 2        | 3        | 4        | 5        | 6        | 7        |
| 50       | 8        | 9        | 10       | 11       | 12       | 13       | 14       |
| 51       | 15       | 16       | 17       | 18       | 19       | 20       | 21       |
| 52       | 22       | 23       | 24       | 25       | 26       | 27       | 28       |
| 1        | 29       | 30       | 31       |          |          |          |          |
| -------- | -------- | -------- | -------- | -------- | -------- | -------- | -------- |

| Januar | Januar | Januar | Januar | Januar | Januar | Januar | Januar |
| Kw     | Mo     | Di     | Mi     | Do     | Fr     | Sa     | So     |
| 1      |        |        | 1      | 2      | 3      | 4      | 5      |
| 2      | 6      | 7      | 8      | 9      | 10     | 11     | 12     |
| 3      | 13     | 14     | 15     | 16     | 17     | 18     | 19     |
| 4      | 20     | 21     | 22     | 23     | 24     | 25     | 26     |
| 5      | 27     | 28     | 29     | 30     | 31     |        |        |
| ------ | ------ | ------ | ------ | ------ | ------ | ------ | ------ |

| Februar | Februar | Februar | Februar | Februar | Februar | Februar | Februar |
| Kw      | Mo      | Di      | Mi      | Do      | Fr      | Sa      | So      |
| 5       |         |         |         |         |         | 1       | 2       |
| 6       | 3       | 4       | 5       | 6       | 7       | 8       | 9       |
| 7       | 10      | 11      | 12      | 13      | 14      | 15      | 16      |
| 8       | 17      | 18      | 19      | 20      | 21      | 22      | 23      |
| 9       | 24      | 25      | 26      | 27      | 28      |         |         |
| ------- | ------- | ------- | ------- | ------- | ------- | ------- | ------- |

| März | März | März | März | März | März | März | März |
| Kw   | Mo   | Di   | Mi   | Do   | Fr   | Sa   | So   |
| 9    |      |      |      |      |      | 1    | 2    |
| 10   | 3    | 4    | 5    | 6    | 7    | 8    | 9    |
| 11   | 10   | 11   | 12   | 13   | 14   | 15   | 16   |
| 12   | 17   | 18   | 19   | 20   | 21   | 22   | 23   |
| 13   | 24   | 25   | 26   | 27   | 28   | 29   | 30   |
| 14   | 31   |      |      |      |      |      |      |
| ---- | ---- | ---- | ---- | ---- | ---- | ---- | ---- |

| April | April | April | April | April | April | April | April |
| Kw    | Mo    | Di    | Mi    | Do    | Fr    | Sa    | So    |
| 14    |       | 1     | 2     | 3     | 4     | 5     | 6     |
| 15    | 7     | 8     | 9     | 10    | 11    | 12    | 13    |
| 16    | 14    | 15    | 16    | 17    | 18    | 19    | 20    |
| 17    | 21    | 22    | 23    | 24    | 25    | 26    | 27    |
| 18    | 28    | 29    | 30    |       |       |       |       |
| ----- | ----- | ----- | ----- | ----- | ----- | ----- | ----- |

| Mai | Mai | Mai | Mai | Mai | Mai | Mai | Mai |
| Kw  | Mo  | Di  | Mi  | Do  | Fr  | Sa  | So  |
| 18  |     |     |     | 1   | 2   | 3   | 4   |
| 19  | 5   | 6   | 7   | 8   | 9   | 10  | 11  |
| 20  | 12  | 13  | 14  | 15  | 16  | 17  | 18  |
| 21  | 19  | 20  | 21  | 22  | 23  | 24  | 25  |
| 22  | 26  | 27  | 28  | 29  | 30  | 31  |     |
| --- | --- | --- | --- | --- | --- | --- | --- |

| Juni | Juni | Juni | Juni | Juni | Juni | Juni | Juni |
| Kw   | Mo   | Di   | Mi   | Do   | Fr   | Sa   | So   |
| 22   |      |      |      |      |      |      | 1    |
| 23   | 2    | 3    | 4    | 5    | 6    | 7    | 8    |
| 24   | 9    | 10   | 11   | 12   | 13   | 14   | 15   |
| 25   | 16   | 17   | 18   | 19   | 20   | 21   | 22   |
| 26   | 23   | 24   | 25   | 26   | 27   | 28   | 29   |
| 27   | 30   |      |      |      |      |      |      |
| ---- | ---- | ---- | ---- | ---- | ---- | ---- | ---- |

| Juli | Juli | Juli | Juli | Juli | Juli | Juli | Juli |
| Kw   | Mo   | Di   | Mi   | Do   | Fr   | Sa   | So   |
| 27   |      | 1    | 2    | 3    | 4    | 5    | 6    |
| 28   | 7    | 8    | 9    | 10   | 11   | 12   | 13   |
| 29   | 14   | 15   | 16   | 17   | 18   | 19   | 20   |
| 30   | 21   | 22   | 23   | 24   | 25   | 26   | 27   |
| 31   | 28   | 29   | 30   | 31   |      |      |      |
| ---- | ---- | ---- | ---- | ---- | ---- | ---- | ---- |

| August | August | August | August | August | August | August | August |
| Kw     | Mo     | Di     | Mi     | Do     | Fr     | Sa     | So     |
| 31     |        |        |        |        | 1      | 2      | 3      |
| 32     | 4      | 5      | 6      | 7      | 8      | 9      | 10     |
| 33     | 11     | 12     | 13     | 14     | 15     | 16     | 17     |
| 34     | 18     | 19     | 20     | 21     | 22     | 23     | 24     |
| 35     | 25     | 26     | 27     | 28     | 29     | 30     | 31     |
| ------ | ------ | ------ | ------ | ------ | ------ | ------ | ------ |

| September | September | September | September | September | September | September | September |
| Kw        | Mo        | Di        | Mi        | Do        | Fr        | Sa        | So        |
| 36        | 1         | 2         | 3         | 4         | 5         | 6         | 7         |
| 37        | 8         | 9         | 10        | 11        | 12        | 13        | 14        |
| 38        | 15        | 16        | 17        | 18        | 19        | 20        | 21        |
| 39        | 22        | 23        | 24        | 25        | 26        | 27        | 28        |
| 40        | 29        | 30        |           |           |           |           |           |
| --------- | --------- | --------- | --------- | --------- | --------- | --------- | --------- |

| Oktober | Oktober | Oktober | Oktober | Oktober | Oktober | Oktober | Oktober |
| Kw      | Mo      | Di      | Mi      | Do      | Fr      | Sa      | So      |
| 40      |         |         | 1       | 2       | 3       | 4       | 5       |
| 41      | 6       | 7       | 8       | 9       | 10      | 11      | 12      |
| 42      | 13      | 14      | 15      | 16      | 17      | 18      | 19      |
| 43      | 20      | 21      | 22      | 23      | 24      | 25      | 26      |
| 44      | 27      | 28      | 29      | 30      | 31      |         |         |
| ------- | ------- | ------- | ------- | ------- | ------- | ------- | ------- |

| November | November | November | November | November | November | November | November |
| Kw       | Mo       | Di       | Mi       | Do       | Fr       | Sa       | So       |
| 44       |          |          |          |          |          | 1        | 2        |
| 45       | 3        | 4        | 5        | 6        | 7        | 8        | 9        |
| 46       | 10       | 11       | 12       | 13       | 14       | 15       | 16       |
| 47       | 17       | 18       | 19       | 20       | 21       | 22       | 23       |
| 48       | 24       | 25       | 26       | 27       | 28       | 29       | 30       |
| -------- | -------- | -------- | -------- | -------- | -------- | -------- | -------- |

| Dezember | Dezember | Dezember | Dezember | Dezember | Dezember | Dezember | Dezember |
| Kw       | Mo       | Di       | Mi       | Do       | Fr       | Sa       | So       |
| 49       | 1        | 2        | 3        | 4        | 5        | 6        | 7        |
| 50       | 8        | 9        | 10       | 11       | 12       | 13       | 14       |
| 51       | 15       | 16       | 17       | 18       | 19       | 20       | 21       |
| 52       | 22       | 23       | 24       | 25       | 26       | 27       | 28       |
| 1        | 29       | 30       | 31       |          |          |          |          |
| -------- | -------- | -------- | -------- | -------- | -------- | -------- | -------- |

## Ereignisse

### Politik und Weltgeschehen

#### Hundertjähriger Krieg
- Oktober: Der englische König Eduard III. kündigt das Lehensverhältnis zum französischen König Philipp VI., nachdem dieser seine Besitzungen in Frankreich konfisziert hat. Der Hundertjährige Krieg zwischen Frankreich und England beginnt.
- Walter Mauny wird zum Admiral of the North ernannt. Damit ist er für die Verteidigung aller ostenglischen Häfen zwischen der Themsemündung im Süden und Berwick im Norden verantwortlich. Dazu gibt ihm der König das Kommando über die Vorhut des Expeditionsheeres, mit dem er in den Niederlanden landen will. Dazu soll er mit seinen Schiffen die Frachtschiffe eskortieren, die englische Wolle zum Verkauf in die Niederlande bringen sollen. Durch den Verkauf dieser Wolle soll der Feldzug nach Frankreich finanziert werden. Anfang November bricht Mauny mit einer Flotte von 85 Schiffen mit 1450 Soldaten, 2200 Seeleuten und einer Reihe bedeutender Kaufleute auf. Auf dem Weg nach Holland greift die Flotte überraschend den flämischen Hafen Sluis an, wird jedoch zurückgeschlagen.

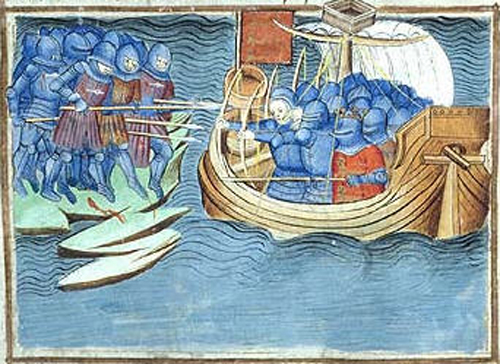
Buchmalerei in den Chroniques des Geschichtsschreibers Jean Froissart zur Schlacht von Cadzand

- 9. November: Die englische Flotte überfällt die flämische Insel Cadzand und besiegt ein Heer der Grafschaft Flandern in der Schlacht von Cadzand.
- Ludwig der Bayer schließt ein Bündnis mit Eduard III. von England gegen Philipp VI. von Frankreich und Papst Benedikt XII.
- England verbündet sich mit Flandern gegen Frankreich.
- Edward of Woodstock wird erster Duke of Cornwall. Es ist das erste Herzogtum in England.

#### Heiliges Römisches Reich
- 7. Juni: Nach dem Tod von Wilhelm III. aus dem Haus Avesnes wird sein Sohn Wilhelm IV. Graf von Holland und Zeeland, sowie als Wilhelm II. Graf von Hennegau.
- 21. September: In der Schlacht bei Grynau in der Zeit der Schweizer Habsburgerkriege behalten die mit der Grafschaft Toggenburg verbündeten Zürcher die Oberhand gegenüber den Truppen eines Adelsbundes aus der Grafschaft Habsburg-Laufenburg und der Exilregierung des «äußeren Zürich» in Rapperswil. Graf Johann I. von Habsburg-Laufenburg kommt ebenso wie sein Gegner Graf Kraft III. von Toggenburg in der Schlacht ums Leben.
- Johann von Luxemburg, König von Böhmen und Markgraf von Mähren aus dem Haus Luxemburg, erblindet auf einem Auge. Drei Jahre später wird er sein Augenlicht ganz verlieren und fortan der Blinde genannt werden.

#### Italienische Stadtstaaten
- Als Verona aus ihrer Sicht zu mächtig wird, bilden Florenz, die Republik Venedig und die Adelsgeschlechter der Visconti in Mailand, der Este in Ferrara und Modena und der Gonzaga in Mantua eine Koalition gegen die Stadtherren Alberto II. della Scala und Mastino II. della Scala.
- 29. September: Die Republik Venedig unter dem Dogen Francesco Dandolo erobert mit Mestre sein erstes Terraferma-Gebiet im Krieg gegen Verona.

#### Süditalien
- 25. Juni: König Friedrich II. von Sizilien stirbt und wird in der Kathedrale zu Catania bestattet. Sein Sohn Peter II. folgt ihm auf den Thron. Er steht unter dem Einfluss seiner Mutter Eleonore von Anjou und seiner Frau Elisabeth von Kärnten.

#### Asien

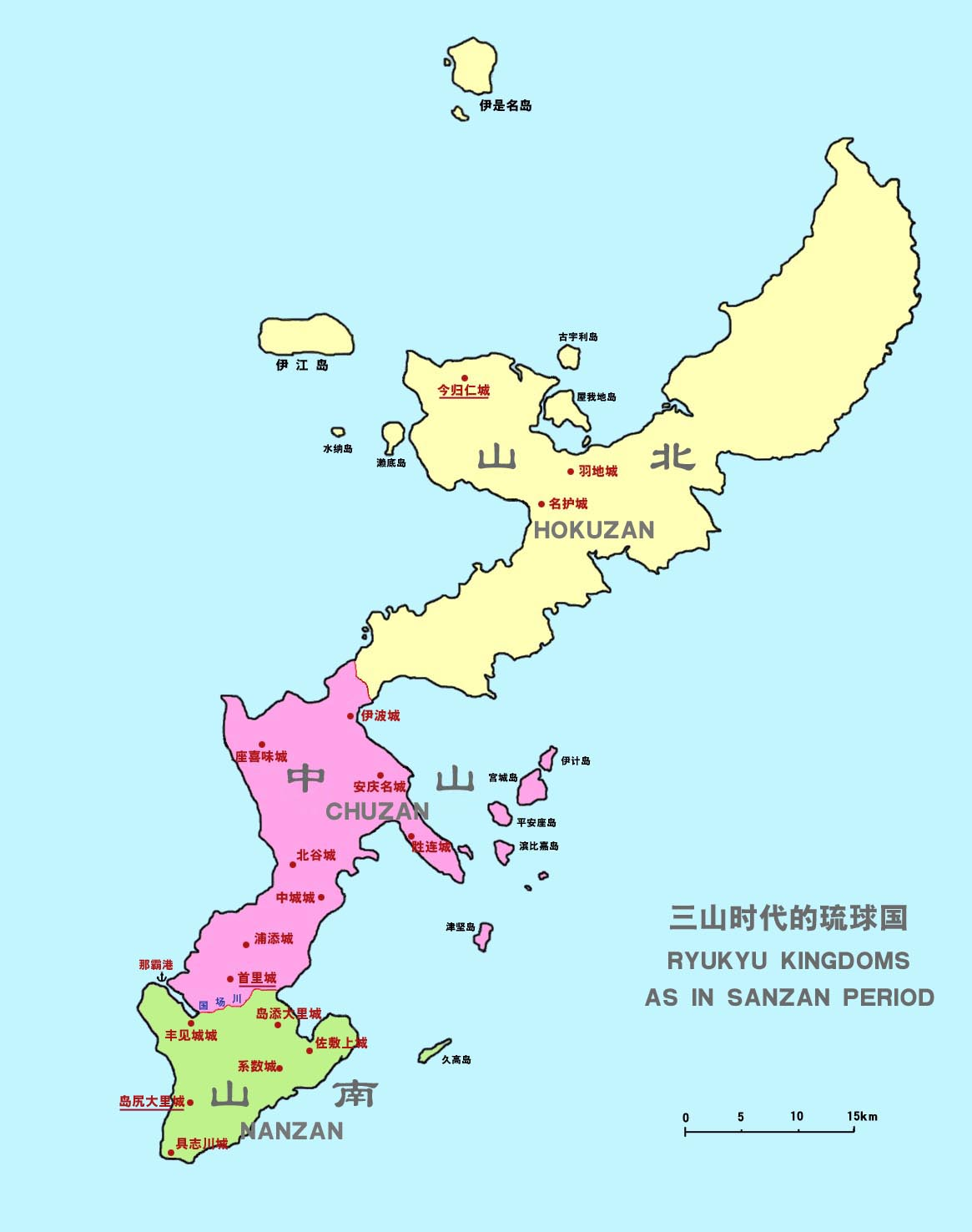
Nanzan im Süden von Okinawa während der Sanzan-Zeit

- Der in den Süden der Insel Okinawa geflohene Fürst Ofusato gründet in Opposition zum 1314 entstandenen Chūzan den Staat Nanzan, den letzten Staat der Sanzan-Zeit.

#### Urkundliche Ersterwähnungen
- Das Isartor entsteht als letztes Stadttor Münchens.
- Erste urkundliche Erwähnung von Koromľa, Rindelbach, Orten-Stolperland und Schloss Illmau

### Wissenschaft und Technik
- In Oxford wird die Wetterbeobachtung eingeführt.
- Konrad von Megenberg schreibt die erste, nicht erhaltene Fassung seines Planctus ecclesiae in Germaniam und reist im Auftrag seiner Studentennation der Universität Paris an die Kurie nach Avignon.
- Das heutige Amplonius-Gymnasium in Rheinberg wird als Lateinschule gegründet.

### Kultur und Gesellschaft
- Konrad von Ammenhausen vollendet sein Schachzabelbuch.
- Burchard Grelle, Erzbischof des Erzbistums Bremen, gestattet den Händlern und Schaustellern des Volksfests am Hamburger Mariendom die Anwesenheit im Dom bei Schmuddelwetter.

### Religion

#### Christentum
- 10. Oktober: Unter Umgehung des Salzburger Erzbischofs ernennt Papst Benedikt XII. seinen ehemaligen Pariser Studienkollegen Konrad von Salmansweiler zum Bischof von Gurk als Nachfolger des am 5. August gestorbenen Lorenz von Brunne. Auf dem Weg zum Papst nach Avignon wird Konrad ausgeraubt und kurze Zeit in Martigny inhaftiert, weshalb er erst 1338 zum Bischof geweiht werden kann.
- Heinrich III. von Schönegg wird Bischof von Augsburg.
- Das Kloster San Michele a Quarto in der Nähe von Siena wird von Kardinal Riccardo de Petronibus gestiftet und der Abtei San Galgano unterstellt.

#### Islam
- Die von Sultan Ahmed Shihabuddin in Auftrag gegebene Renovierung der Freitagsmoschee in Malé wird beendet.

## Geboren

### Geburtsdatum gesichert
- 25. Februar: Wenzel I., Herzog von Luxemburg († 1383)
- 15. Mai: Chungmok Wang, 29. König des koreanischen Goryeo-Reiches († 1348)
- 4. August: Louis II. de Bourbon, Herzog von Bourbon († 1410)
- 22. November: Jeong Mong-ju, koreanischer Politiker, Diplomat, neokonfuzianischer Philosoph, Dichter und Schriftsteller († 1392)

### Genaues Geburtsdatum unbekannt
- Gjin I. Muzaka, Fürst eines albanischen Teilfürstentums († 1389)
- Jeong Do-jeon, koreanischer Politiker, neokonfuzianischer Philosoph und Schriftsteller († 1398)
- Ludwig, König von Sizilien († 1355)
- Michael Palaiologos der Ältere, byzantinischer Prinz
- Rigdzin Gödem, Person des tibetischen Buddhismus († 1409)
- Robert III., König von Schottland († 1406)
- Stefan Uroš V., Zar von Serbien († 1371)
- Tello Alfonso von Kastilien, Herr von Bizkaia, Herr von Aguilar de Campoo und Graf von Castañeda († 1370)
- Theodor II. Muzaka, Fürst des albanischen Fürstentums Muzakaj († zw. 1389 und 1396)

### Geboren um 1337
- Stephan III., Herzog von Bayern-Ingolstadt († 1413)

## Gestorben

### Todesdatum gesichert
- 8. Januar Giotto di Bondone, italienischer Maler und Bildhauer (* um 1267)
- 27. Februar: Takatsukasa Fuyunori, japanischer Adeliger und Regent (* 1295)
- 28. Februar: William la Zouche, englischer Adeliger
- 5. Mai: Margaret Mortimer, englische Adelige (* 1304)
- 7. Juni: Wilhelm III., Graf von Holland (* um 1286)
- 7. Juni: Gwenllian ferch Llywelyn, Tochter des letzten Herrscher eines unabhängigen Wales (* 1282)
- 25. Juni: Friedrich II., König von Sizilien (* um 1272)
- 27. Juni: William Sinclair, Bischof von Dunkeld
- 30. Juni: Eleanor de Clare, englische Adelige (* 1292)
- 13. Juli: Heinrich von Burghausen, Bischof von Seckau (* 1304)
- 5. August: Lorenz von Brunne, Bischof von Gurk
- 8. August: Pietro de’ Rossi, italienischer Condottiere, Herr von Parma (* 1303)
- 16. August: Marsilio de’ Rossi, italienischer Condottiere, Herr von Parma, Lucca, Cremona und Fidenza (* 1287)
- 27. August: Johann II., Herr zu Werle
- 8. November: Johann I. von Langenmantel, Augsburger Patrizier und Bürgermeister (* um 1275)
- 14. Dezember: Heinrich II., Graf von Fürstenberg

### Genaues Todesdatum unbekannt
- September: Johann I., Graf von Habsburg-Laufenburg (* um 1297)
- Abu Taschfin I., Sultan der Abdalwadiden
- Angelus Clarenus, italienischer Franziskaner und Ordenschronist
- John Langton, Lordkanzler und Bischof von Chichester
- Mansa Musa, König von Mali
- Seyfried Schweppermann, Feldhauptmann der Reichsstadt Nürnberg (* um 1257)
- Tino di Camaino, italienischer Bildhauer und Architekt (* um 1245)

### Gestorben um 1337
- 1332 oder 1337: Mansa Musa, Herrscher des Mali-Reichs